# Superpuchar Polski w piłce nożnej 2024

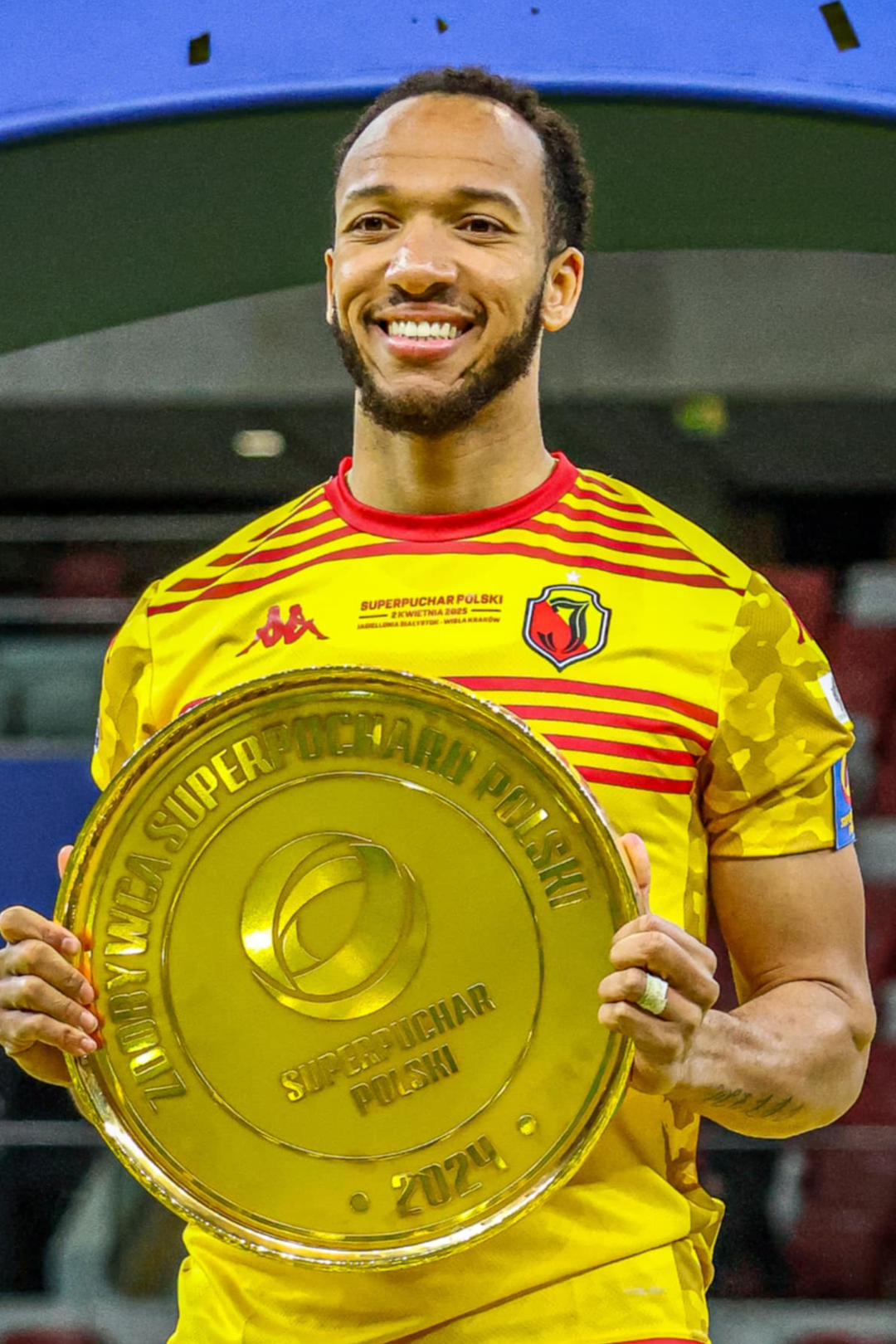
Enzo Ebosse

Superpuchar Polski w piłce nożnej 2024 – mecz 33. edycji Superpucharu Polski, rozegrany pomiędzy Jagiellonią Białystok (mistrzem Polski 2023/24) i Wisłą Kraków (zdobywcą Pucharu Polski 2023/24). 

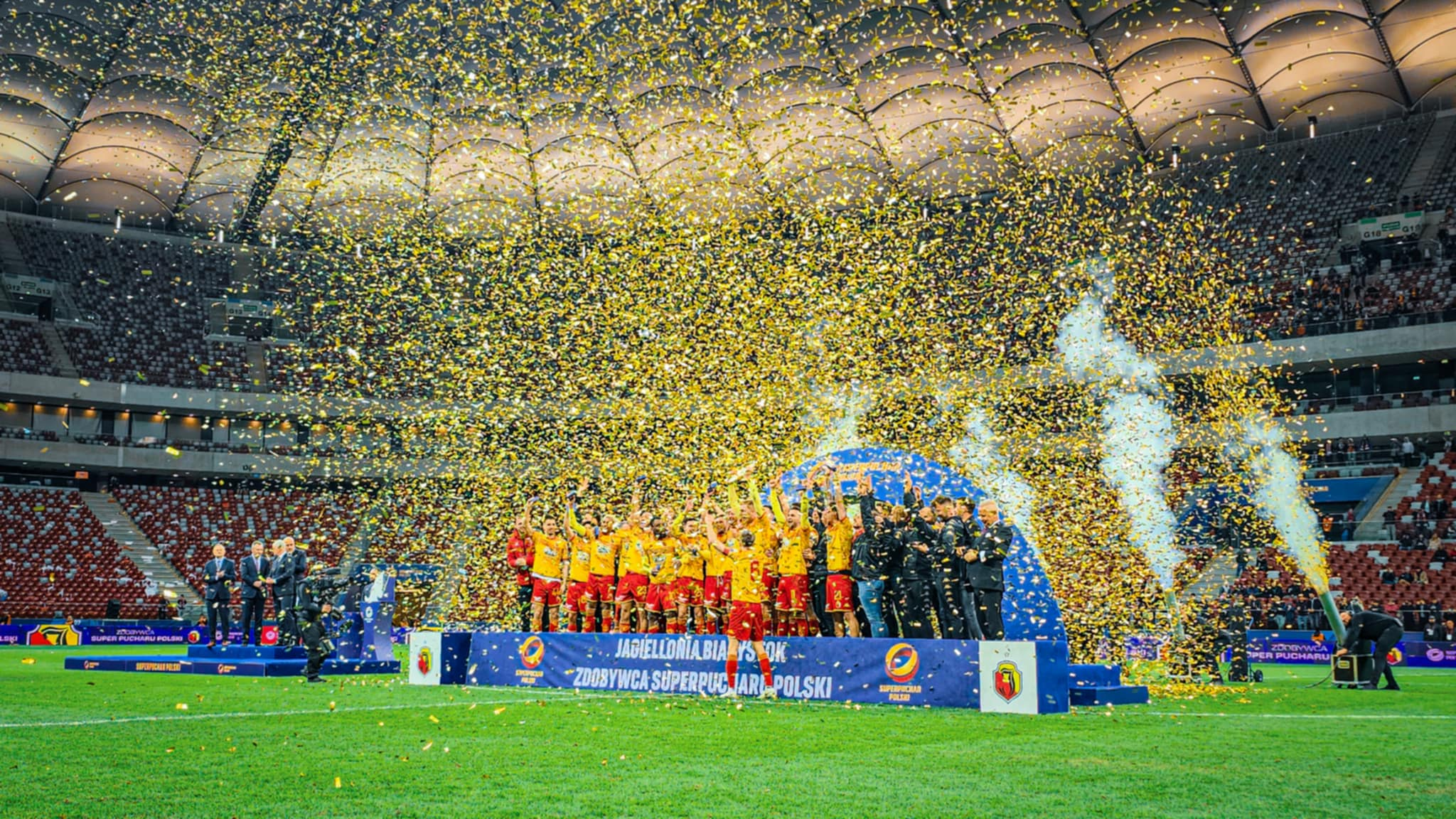
Jagiellonia świętująca zdobycie Superpucharu Polski 2024

Pierwotnie miał odbyć się w niedzielę, 7 lipca 2024 na Stadionie Miejskim w Białymstoku. 1 lipca 2024 poinformowano, że ze względu na występ obydwu drużyn w eliminacjach do europejskich pucharów podjęto trójstronną decyzję (kluby wraz z PZPN) o przełożeniu tego spotkania na późniejszy termin. Spekulowano, że pojedynek może odbyć się 7 grudnia 2024, jednak prezes Jagiellonii – Wojciech Pertkiewicz zaprzeczył tym informacjom wskazując, że 8 grudnia 2024 jego zespół ma zaplanowany mecz ligowy. Późniejsze rozmowy pomiędzy PZPN a oboma klubami wskazywały, że spotkanie może zostać rozegrane w lutym 2025 r. W ich trakcie pojawiła się propozycja zorganizowania Superpucharu Polski 2024 w Miami w Stanach Zjednoczonych, co potwierdził Prezes PZPN – Cezary Kulesza. W styczniu 2025 r. media podawały, że oba kluby uzgodniły nowy termin (24 kwietnia 2025 w Białymstoku), co jednak nie zostało oficjalnie potwierdzone. W marcu 2025 r. pojawiła się propozycja rozegrania meczu 2 kwietnia 2025, którą potwierdził trener Jagiellonii – Adrian Siemieniec. Prezes Wisły Kraków – Jarosław Królewski poinformował, że jego klub nie otrzymał żadnej oficjalnej informacji w tej sprawie, ani od Jagiellonii, ani od krajowego związku. Sekretarz generalny PZPN – Łukasz Wachowski stwierdził, że federacja dąży do kwietniowego terminu, choć ostateczna decyzja zależy od dostępności zespołów, zwłaszcza w kontekście udziału Jagiellonii w fazie pucharowej Ligi Konferencji UEFA. 13 marca 2025 PZPN wyznaczył nową datę spotkania – 2 kwietnia 2025, pozostawiając jako miejsce jego zorganizowania Stadion Miejski w Białymstoku. 21 marca 2025 ustalono, że miejscem rozegrania spotkania będzie - po raz pierwszy w historii - Stadion Narodowy im. Kazimierza Górskiego w Warszawie. Transmisję meczu przeprowadziła Telewizja Polsat na antenach TV4, Polsat Sport 1 i Polsat Sport Premium 1.
| Jagiellonia Białystok     |
| Trener: Adrian Siemieniec |

| Wisła Kraków        |
| Trener: Mariusz Jop |

| Jagiellonia Białystok     |
| Trener: Adrian Siemieniec |

| Wisła Kraków        |
| Trener: Mariusz Jop |

| Sędzia główny: Jarosław Przybył (Kluczbork) |